# Le Bosc-Renoult
Le Bosc-Renoult is een gemeente in het Franse departement Orne (regio Normandië) en telt 233 inwoners (1999). De plaats maakt deel uit van het arrondissement Mortagne-au-Perche.

## Geografie
De oppervlakte van Le Bosc-Renoult bedraagt 12,5 km², de bevolkingsdichtheid is 18,6 inwoners per km².
De onderstaande kaart toont de ligging van Le Bosc-Renoult met de belangrijkste infrastructuur en aangrenzende gemeenten.

## Demografie
Onderstaande figuur toont het verloop van het inwonertal (bron: INSEE-tellingen).